# Vadai uralkodóinak listája
A Vadai Szultánság uralkodói a jelenlegi Csád északi részén elhelyezkedő terület felett uralkodtak.
| Ideje                                   | Uralkodó                                               | Megjegyzés                                       |
| --------------------------------------- | ------------------------------------------------------ | ------------------------------------------------ |
| 1635                                    | Vadai új dinasztiával váltja fel a Birgu államot       | Vadai új dinasztiával váltja fel a Birgu államot |
| Kolak (a szultán cím helyi megfelelője) |                                                        |                                                  |
| al-‘Abbasi-dinasztia                    |                                                        |                                                  |
| 1795–1803                               | Muhammad Salih Derret ibn Jawda, Kolak                 |                                                  |
| 1803–1813                               | Abd al-Karim Sabun ibn Salih Derret, Kolak             |                                                  |
| 1813–1813                               | Muhammad Busata ibn ‘Abd al-Karim, Kolak               |                                                  |
| 1813–1829                               | Yusuf Kharifayn ibn ‘Abd al-Qadir, Kolak               |                                                  |
| 1829–1829                               | Raqib ibn Yusuf ‘Abd al-Qadir, Kolak                   |                                                  |
| 1829–1835                               | Muhammad ‘Abd al-‘Aziz Dhawiyi ibn Radama              |                                                  |
| 1835–1835                               | Adham ibn Muhammad ‘Abd al-‘Aziz, Kolak                |                                                  |
| 1835–1858                               | ‘Izz ad-Din Muhammad al-Sharif ibn Salih Derret, Kolak |                                                  |
| 1858–1874                               | 'Ali ibn Muhammad, Kolak                               |                                                  |
| 1874–1898                               | Yusuf ibn ‘Ali, Kolak                                  |                                                  |
| 1898–1900                               | Ibrahim ibn ‘Ali, Kolak                                |                                                  |
| 1900–1901 decembere                     | Ahmad Abu al-Gazali ibn ‘Ali, Kolak                    |                                                  |
| 1902–1909                               | Muhammad Daúd Murra ibn Juszuf, Kolak                  |                                                  |
| 1909. június 3.–1912                    | ‘Aszil, Kolak                                          |                                                  |
| Francia fennhatóság                     |                                                        |                                                  |
| 1912                                    | Francia elnyomás                                       | Francia elnyomás                                 |
| 1935                                    | Állam helyreállítása                                   | Állam helyreállítása                             |
| 1935–1945                               | Muhammad Urada ibn Ibrahim, Kolak                      |                                                  |
| 1945–1960                               | ‘Ali Silek ibn Muhammad Da´ud Murra, Kolak             | 1. terminus                                      |
| 1960                                    | Államot elnyomta Csád kormánya                         | Államot elnyomta Csád kormánya                   |
| 1970                                    | Államot helyreállította Csád kormánya                  | Államot helyreállította Csád kormánya            |
| 1970–1977                               | ‘Ali Silek ibn Muhammad Da´ud Murra, Kolak             | 2. terminus                                      |
| 1977–                                   | Ibrahim ibn Muhammad Urada, Kolak                      |                                                  |